# Sergei Nikolajewitsch Trubezkoi

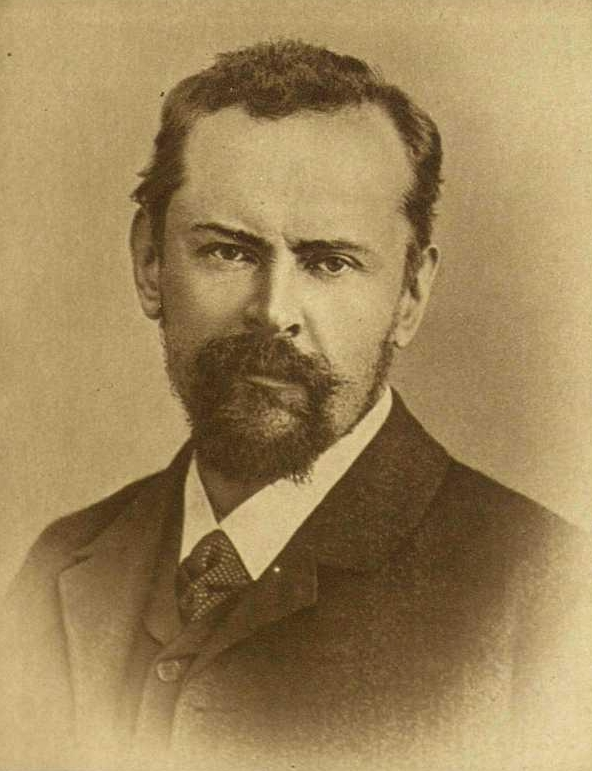
Trubezkoi vor 1905

Fürst Sergei Nikolajewitsch Trubezkoi (russisch Князь Серге́й Никола́евич Трубецко́й'; * 23. Julijul. / 4. August 1862greg. im Ujesd Sergijew Possad; † 29. Septemberjul. / 12. Oktober 1905greg. in St. Petersburg) war ein russischer Religionsphilosoph und Autor.

## Leben
Sergei Trubezkoi, Sohn des Musikwissenschaftlers und Mäzens Fürst Nikolai Petrowitsch Trubezkoi aus dem Adelsgeschlecht Trubezkoi und seiner zweiten Frau Sofi Alexejewna geb. Lopuchina (1841–1901), wuchs zusammen mit zahlreichen Geschwistern auf dem Lande auf. 1874 trat er zusammen mit seinem jüngeren Bruder Jewgeni in Moskau in eins der besten Privatgymnasien Russlands ein, um 1877 in das Kalugaer Öffentliche Jungengymnasium zu wechseln, als sein Vater zum dortigen Vizegouverneur ernannt wurde.
1881 traten beide Brüder Sergei und Jewgeni in die Juristische Fakultät der Universität Moskau ein. Jedoch schon zwei Wochen später wechselte Sergei in die Historisch-Philologischen Fakultät, um zunächst in der historischen und dann in der klassischen Abteilung zu studieren. Schon seit der vierten Gymnasiumsklasse interessierte er sich für Philosophie, und im Alter von 16 Jahren begeisterte er sich für den anglo-französischen Positivismus. Die Lektüre der Geschichte der Neuen Philosophie Kuno Fischers in der 7. Klasse war der Beginn eines kritischen Philosophie-Studiums. Die Wende zur Religionsphilosophie resultierte aus der Lektüre einer Broschüre von Alexei Stepanowitsch Chomjakow. In seinen Studentenjahren lernte er die Werke Wladimir Sergejewitsch Solowjows kennen, der sein Freund wurde.
1885 beendete Trubezkoi sein Studium, blieb aber am Lehrstuhl für Philosophie, um sich für eine Professur vorzubereiten. 1889 wurde er mit seiner Dissertation Die Metaphysik im Antiken Griechenland zum Magister promoviert. 1900 habilitierte er sich mit der Schrift Die Lehre vom Logos und ihre Geschichte und wurde als Extraordinarius berufen. 1904 wurde er Ordentlicher Professor und hielt fast alle historisch-philosophischen Vorlesungen: Philosophie der Kirchenväter, Geschichte der antiken Philosophien, der neueren Philosophien und des christlichen Denkens im ersten Jahrhundert sowie die Philosophie Platons und Aristoteles’.
1887 heiratete Trubezkoi die Fürstin Praskowja Wladimirowna Obolenskaja (1860–1914). 1895 ließ er sich mit seiner Familie in Uskoje, dem Familiensitz der Trubezkois, nieder. Seine Söhne Nikolai und Wladimir wurden von seinem Vetter, dem Bildhauer Paolo Troubetzkoy, abgebildet, der sich dort ebenfalls niedergelassen hatte.
1900–1905 redigierte Trubezkoi die Zeitschrift Fragen der Philosophie und Psychologie. Als Anhänger des Philosophen Wladimir Sergejewitsch Solowjow widmete er sich besonders dem Zusammenhang und der gegenseitigen Beeinflussung von Philosophie und Religion als Grundlage der christlichen Glaubenslehre und dabei auch den Fragen der Unsterblichkeit. Mit seinem Gesetz der Iniversellen Korrelation machte er den Versuch, Rationalismus, Empirismus und Mystik zusammenzuführen. 1902 wurde er zum Staatsrat ernannt, 1903 wurde er ins Ausland entsandt, und 1904 erhielt er den griechischen Erlöser-Orden 4. Stufe.
Während der Revolution 1905 nach Einführung der neuen vorläufigen Verwaltungsvorschriften für höhere Lehranstalten des Ministeriums für Volksbildung durch Ukas Nikolaus II. vom 27. August 1905 wählte der Universitätsrat am 2. September 1905 den 43-jährigen Trubezkoi zum ersten gewählten Rektor der Universität Moskau, was seine große Autorität im Universitätskollegium deutlich machte. Allerdings verließ er aufgrund der zunehmenden Studentenunruhen bereits am 22. September die Universität, was jedoch die Situation noch verschärfte. Am 29. September im Ministerium für Volksbildung in St. Petersburg erlitt er eine tödliche Gehirnblutung.
Trubezkoi wurde auf dem Friedhof des Moskauer Donskoi-Klosters begraben. Er hinterließ seine Frau Praskowja Wladimirowna geb. Obolenskaja (1860–1914) und drei Kinder, die Tochter Marija (1888–1934), die mit ihrem Mann Graf Apollinarij Konstantinowitsch Chreptowitsch-Butenew nach Frankreich emigrierte und deren Urenkelin Marija Sozzani den Dichter Joseph Brodsky heiratete, den Sprachwissenschaftler Nikolai Sergejewitsch Trubetzkoy (1890–1938) und den Schriftsteller Wladimir Sergejewitsch Trubetzkoy (1892–1937).